# Клавдія Марцелла Молодша
Клавдія Марцелла Молодша (лат. Claudia Marcella Minor) (40 до н. е., — не раніше 10 до н. е.) — дочка Клавдія Марцелла, консула 50 року до н. е. і Октавії Молодшої, сестри імператора Октавіана.

## Походження і родина
Клавдія Марцелла народилася в сім'ї консула 50 до н. е. Гая Клавдія Марцелла Молодшого, що походив із плебейської гілки Марцеллів стародавнього роду Клавдіїв, який походить від Марка Клавдія Марцелла, завойовника Сіракуз під час другої Пунічної війни, і його дружини, Октавії Молодшій, рідної сестри Октавіана.
У 54 до н. е. Цезар мало не розладнав цей шлюб, маючи намір запропонувати Октавію Помпею, однак Помпей відмовився і родина була збережена.
Клавдія Марцелла народилася вже після смерті свого батька в 39 році до н. е.

## Перший шлюб
Близько 25 до н. е. Клавдія Марцелла вийшла заміж за Гая Клавдія Пульхра, сина Аппія Клавдія Пульхра з патриціанського роду Клавдіїв Пульхра, консула 12 до н. е., який в 13 до н. е. був усиновлений в рід Валеріїв Мессан і отримав ім'я Марк Валерій Мессала Барбат Аппіан.
Незадовго до смерті Марка Валерія Мессала, який помер в рік свого консульства, у Клавдії Марцелл народився син — Марк Валерій Мессала Барбат, батько Мессаліни, дружини імператора Клавдія. Також від Марка Валерія Мессала мала доньку, Клавдію Пульхру.

## Другий шлюб
Після смерті першого чоловіка Клавдія Марцелла виходить заміж за Павла Емілія Лепіда, консула-суффекта 34 до н. е. і цензора 22 до н. е. і ок. 10 до н. е. народжує сина — Павла Емілія Регілла.
Подальша доля Клавдії Марцелл невідома.